# Kahramankazan
Kahramankazan (antes de 2016: Kazán) es un municipio y distrito de la provincia de Ankara, Turquía. Su superficie es de 547 km², y su población es de 59,123 (2022). Se encuentra en la llanura de Akıncı al noroeste de la ciudad de Ankara. Su altitud es de 892 m s. n. m.

## Historia
Las investigaciones arqueológicas revelan que la llanura tiene un largo pasado, que se remonta a tiempos prehistóricos, y los hallazgos durante la excavación del montículo Bitik Höyük se remontan a la Edad del Cobre.
Hoy en día, la zona es un popular lugar para pasar el fin de semana para los habitantes de Ankara. Kahramankazan es una pequeña ciudad muy concurrida. La industria de la ciudad incluye una cervecería y una fábrica de cemento. El Centro de Ensamblaje, Integración y Prueba de Satélites Turcos (UMET), inaugurado en noviembre de 2011, está situado en el barrio de Fethiye de la ciudad.
Kazan Soda Elektrik de Ciner Holding extrae y procesa un gran depósito de mineral de trona, que se encuentra a 600 m (2000 pies) bajo tierra, en la ciudad. La ciudad pasó a llamarse Kahramankazan (Kazan Héroe) en 2016 debido al papel de los residentes locales en la oposición al intento de golpe de Estado turco de 2016.

## Ataque terrorista del 2024
El 23 de octubre de 2024, se produjo una explosión en la sede de la Turkish Aerospace Industries, situada en Kahramankazan. Hubo muchos muertos y heridos, y algunos son considerados mártires. La explosión fue calificada de ataque terrorista.